# Riidamäe
Riidamäe est un village de la commune de Kõue du comté de Harju au Nord-Ouest de l'Estonie.
Au 31 décembre 2011, le village compte 2 habitants. La commune de Kõue est composée de 36 villages (Aela, Alansi, Harmi, Kadja, Kantküla, Katsina, Kirivalla, Kiruvere, Kukepala, Kõrvenurga, Kõue, Laane, Leistu, Lutsu, Lööra, Marguse, Nutu, Nõmmeri , Ojasoo, Pala, Paunaste, Paunküla, Puusepa, Rava, Riidamäe, Rõõsa, Saarnakõrve, Sae, Silmsi, Sääsküla, Triigi, Uueveski, Vahetüki, Vanamõisa, Virla, Äksi) et de 2 hameaux (Ardu, Habaja. Cette commune à un centre administratif qui se situe à Ardu à 57 kilomètres de Tallinn.